# Encarna Sant-Celoni i Verger
Encarna Sant-Celoni i Verger, née en 1959 à Tavernes de la Valldigna (comarque de la Safor, Communauté valencienne), est une romancière, poète et traductrice valencienne.

## Biographie
En 1983, elle a remporté le prix Ciutat de Cullera, avec Dotze contes i una nota necrològica et en 1985 le prix Joanot Martorell de Gandia, avec le roman Siamangorina. Elle est membre de l’AELC et elle a traduit, entre autres, Els mil i un quarts d'hora, de Thomas-Simon Gueullette (editorial Moll, 2008), et Ifis i Iante, d'Isaac de Benserade (adesiara editorial, 2024), et co-traduit du danois l'anthologie Digte-POEMES, de Tove Ditlevsen (Alfons el Magnànim, 1995), avec Anne Marie Dinesen; de l'arabe, les poèmes du livre Perles de la nit. Poetes andalusines, avec Margarida Castells (adesiara editorial, 2013), et de l'anglais le livre Vint-i-un poemes d'amor, d'Adrienne Rich (PUV, Universitat de València, 2019), avec Isabel Robles.
En 2004, elle a reçu le prix Vila de Puçol, et en 2008, elle a publié l’anthologie Eròtiques i despentinades. Un recorregut de cent anys per la poesia catalana amb veu de dona, illustrée par Maria Montes (Arola Editors). Elle est également co-auteur de deux livres de langue: Reciclatge (1992) et Accent greu (2000), et, en plus de collaborer dans divers magazines et publications, elle a participé dans beaucoup de livres collectifs et d’hommages, en particulier de la poésie.

## Œuvre

### Poésie
- Sénia de petits vicis. La Forest d'Arana. València, 1989
- Arran de pantomima. Amós Belinchon. València, 1991
- Dèria i fal·lera. La Forest d'Arana. València, 1996
- Sediments d'albaïna i maregassa. Brosquil Edicions. València, 2002

### Prose
- Dotze contes i una nota necrològica. El Cingle. València,1985
- Siamangorina. Ajuntament de Gandia. Gandia, 1986. ROMAN
- Al cor, la quimereta. Tabarca llibres. València, 2003 i 2009. ROMAN
- Guarda't dels jocs del destí. Brosquil Edicions. València, 2005
- Milonga de tardor. Òmicron. Badalona, 2014. ROMAN